# 基準値
基準値（きじゅんち、英語: reference values）は、臨床検査の結果を解釈するための指標であり、結果値が健常人でよくみられる範囲（基準範囲）にあるか、結果値が特定の病態や治療の必要性を示唆するか（臨床判断値）、等の判断基準となるものである。

## 基準値
臨床検査の検査結果を医療や健康増進に利用するためには、その結果値の意義を判断するための基準が必要であり、これを基準値と呼ぶ。
検査結果とともに基準値を供給するのは、検査室の基本機能の一つである。検査結果報告書には、各検査項目の名称・結果値と共に、その基準値が表示されるのが通常である。
基準値には、基準範囲と臨床判断値の二種類がある。検査項目によっては、基準範囲と臨床判断値の両方が存在する場合もある。検査項目や目的に応じ、基準範囲と臨床判断値は明確に意識して使い分ける必要がある。
| 基準値 | 定量検査            | 基準範囲   |
| 基準値 | 定量検査            | 臨床判断値 |
| 基準値 | 定性検査 半定量検査 | 臨床判断値 |

## 基準範囲

正規分布をとる検査値の場合、平均±2σ（標準偏差）の範囲に95.45 %、平均±1.96σの範囲に95 %が含まれる。

基準範囲（きじゅんはんい、（英）reference interval）とは、通常、健常人集団の検査値の中央の95%が含まれる数値範囲を意味する。なお、医療における基準範囲を、産業における計測用語の「基準範囲」と区別するために、生物学的基準範囲(（英）biological reference interval）と呼ぶ場合もある。
基準範囲は、概ね、以下の手順で求める。
1. 対象とする健常者集団を決定する[※ 5]。
2. 健常者の中から、当該検査値に影響を及ぼす生理的変動等の要因（たとえば、著しい肥満、大量飲酒、大量喫煙、薬物治療中、直近の入院、1年以内の妊娠、など）を持たない個体（基準個体）を選択する。
3. 基準個体から得られた検査値[※ 6]を統計処理し、分布中央95%の区間を求める[※ 7]。

基準範囲と基準値は同義語のごとく扱われることがよくあるが、実際には異なる概念であり、基準値は基準範囲に加えて臨床判断値も含んでいる。また、基準範囲は基準個体の測定値から統計的に算出されたものであるので、病態識別値、治療目標値、予防医学的な判断値、などの臨床判断値とは必ずしも一致せず、基準範囲内であることのみをもってして、「問題ない」、「正常」、ということはできない。
なお、全ての検査項目について基準範囲を求めることはできない（基準範囲を設定できない検査項目参照）。

### 日本の共用基準範囲
従来、同一の検体であっても、検査試薬や検査装置が異なると結果値が異なるため、それぞれ別の基準範囲で解釈しなければならないことがしばしばであり、複数の施設にまたがる医療提供や疫学研究の支障となっていた。
近年、日本国内の検査法の標準化が進み、標準化された測定法による基準個体（健常者）の検査データの蓄積が可能になり、それをもとに、2014年3月、JCCLS（日本臨床検査標準化協議会）から、総計6450例の基準個体のデータに基づく共有基準範囲 が公開された。最近は共有基準範囲を採用する病院が増えている。
以下、共用基準範囲の設定されている検査項目と上下限値を示す。白い背景は男女共通、青は男性用、赤は女性用、の基準範囲である。
| 項目 （略称）（適用する性別）                   | 単位    | 下限 | 上限 |
| 白血球数（WBC）                                 | 103/μL  | 3.3  | 8.6  |
| 赤血球数（RBC）（男性）                         | 106/μL  | 4.35 | 5.55 |
| 赤血球数（RBC） （女性）                        | 106/μL  | 3.86 | 4.92 |
| ヘモグロビン（Hb） （男性）                     | g/dL    | 13.7 | 16.8 |
| ヘモグロビン（Hb） （女性）                     | g/dL    | 11.6 | 14.8 |
| ヘマトクリット（Ht） （男性）                   | %       | 40.7 | 50.1 |
| ヘマトクリット（Ht） （女性）                   | %       | 35.1 | 44.4 |
| 平均赤血球容積（MCV）                           | fL      | 83.6 | 98.2 |
| 平均赤血球血色素量（MCH）                       | pg      | 27.5 | 33.2 |
| 平均赤血球血色素濃度（MCHC）                    | %       | 31.7 | 35.3 |
| 血小板数（PLT）                                 | 103/μL  | 158  | 348  |
| 総蛋白（TP）                                    | g/dL    | 6.6  | 8.1  |
| アルブミン（Alb）                               | g/dL    | 4.1  | 5.1  |
| グロブリン                                      | g/dL    | 2.2  | 3.4  |
| アルブミン、グロブリン（A/G）比                 |         | 1.32 | 2.23 |
| クレアチニン(Cr)(男性)                          | mg/dL   | 0.65 | 1.07 |
| クレアチニン(Cr)(女性)                          | mg/dL   | 0.46 | 0.79 |
| 尿素窒素(BUN)                                   | mg/dL   | 8    | 20   |
| 尿酸（UA）(男性)                                | mg/dL   | 3.7  | 7.8  |
| 尿酸（UA）(女性)                                | mg/dL   | 2.6  | 5.5  |
| ナトリウム(Na)                                  | mEq/L   | 138  | 145  |
| カリウム(K)                                     | mEq/L   | 3.6  | 4.8  |
| クロール(Cl)                                    | mEq/L   | 101  | 108  |
| カルシウム(Ca)                                  | mg/dL   | 8.8  | 10.1 |
| 無機リン（IP）                                  | mg/dL   | 2.7  | 4.6  |
| グルコース（Glu）                               | mg/dL   | 73   | 109  |
| 中性脂肪（TG）(男性)                            | mg/dL   | 40   | 234  |
| 中性脂肪（TG）(女性)                            | mg/dL   | 30   | 117  |
| 総コレステロ-ル（TC, T-Cho)                     | mg/dL   | 142  | 248  |
| HDL-コレステロ-ル（HDL-C）(男性)                | mg/dL   | 38   | 90   |
| HDL-コレステロ-ル（HDL-C）(女性)                | mg/dL   | 48   | 103  |
| LDL-コレステロール（LDL-C）                     | mg/dL   | 65   | 163  |
| 総ビリルビン（TB）                              | mg/dL   | 0.4  | 1.5  |
| アスパラギン酸アミノトランスフェラーゼ（AST）   | U/L     | 13   | 30   |
| アラニンアミノトランスフェラーゼ（ALT）(男性)   | U/L     | 10   | 42   |
| アラニンアミノトランスフェラーゼ（ALT）(女性)   | U/L     | 7    | 23   |
| 乳酸脱水素酵素（LD）                            | U/L     | 124  | 222  |
| アルカリホスファターゼ（ALP、JSCC法）           | U/L     | 106  | 322  |
| アルカリホスファターゼ（ALP、IFCC法）           | U/L     | 38   | 113  |
| γ-グルタミールトランスペプチダーゼ（γGT）(男性) | U/L     | 13   | 64   |
| γ-グルタミールトランスペプチダーゼ（γGT）(女性) | U/L     | 9    | 32   |
| コリンエステラーゼ（ChE）(男性)                 | U/L     | 240  | 486  |
| コリンエステラーゼ（ChE）(女性)                 | U/L     | 201  | 421  |
| アミラーゼ（AMY）                               | U/L     | 44   | 132  |
| クレアチン・ホスホキナーゼ（CK）(男性)          | U/L     | 59   | 248  |
| クレアチン・ホスホキナーゼ（CK）(女性)          | U/L     | 41   | 153  |
| C反応性蛋白（CRP）                              | mg/dL   | 0    | 0.14 |
| 鉄(Fe)                                          | μg/dL   | 40   | 188  |
| 免疫グロブリンG （IgG）                         | mg/dL   | 861  | 1747 |
| 免疫グロブリンA （IgA）                         | mg/dL   | 93   | 393  |
| 免疫グロブリンM （IgM）(男性)                   | mg/dL   | 33   | 183  |
| 免疫グロブリンM （IgM）(女性)                   | mg/dL   | 50   | 269  |
| 補体蛋白C3 （C3）                               | mg/dL   | 73   | 138  |
| 補体蛋白C4 （C4）                               | mg/dL   | 11   | 31   |
| ヘモグロビンA1c（HbA1c）                        | %(NGSP) | 4.9  | 6.0  |

### 基準範囲を設定できない検査項目

#### 定性／半定量検査
基準範囲は検査結果が連続した数値として得られる検査項目（定量検査）についての概念であり、定性検査（結果が「陰性」、「陽性」、等）や、半定量検査（結果が、－、±、＋、2＋、3＋、等）には適用できない。定性／半定量検査においては、臨床的検討により定められた臨床判断値（後述）が用いられる。

#### 簡単に入手できない検査材料
尿や静脈血は容易に健常人集団から入手可能であるが、骨髄液、脳脊髄液、気管支肺胞洗浄液、胸水、腹水、心嚢水、などは、採取の侵襲性が高いため健常人から検体を入手することが非常に難しい。健常人検体なしには基準範囲を求めることができないため、これらの検査材料を用いる検査については、成書に記載された、必ずしも根拠が明確ないし適切といえない基準値が採用されていることが多く、その限界を意識する必要がある。

#### 薬物血中濃度（治療薬物モニタリング）
健常人では薬物が投与されていないので基準範囲は算出できない。
当該薬物投与中の多くの患者において効果があり副作用が少ない濃度範囲を有効血中濃度（参考域）とよぶ。

## 臨床判断値
臨床判断値(（英）clinical decision limits）とは、臨床検査の結果値により特定の病態について医学的判断を行うときの基準である。診断閾値と治療閾値に分類される。

### 診断閾値（カットオフ値）

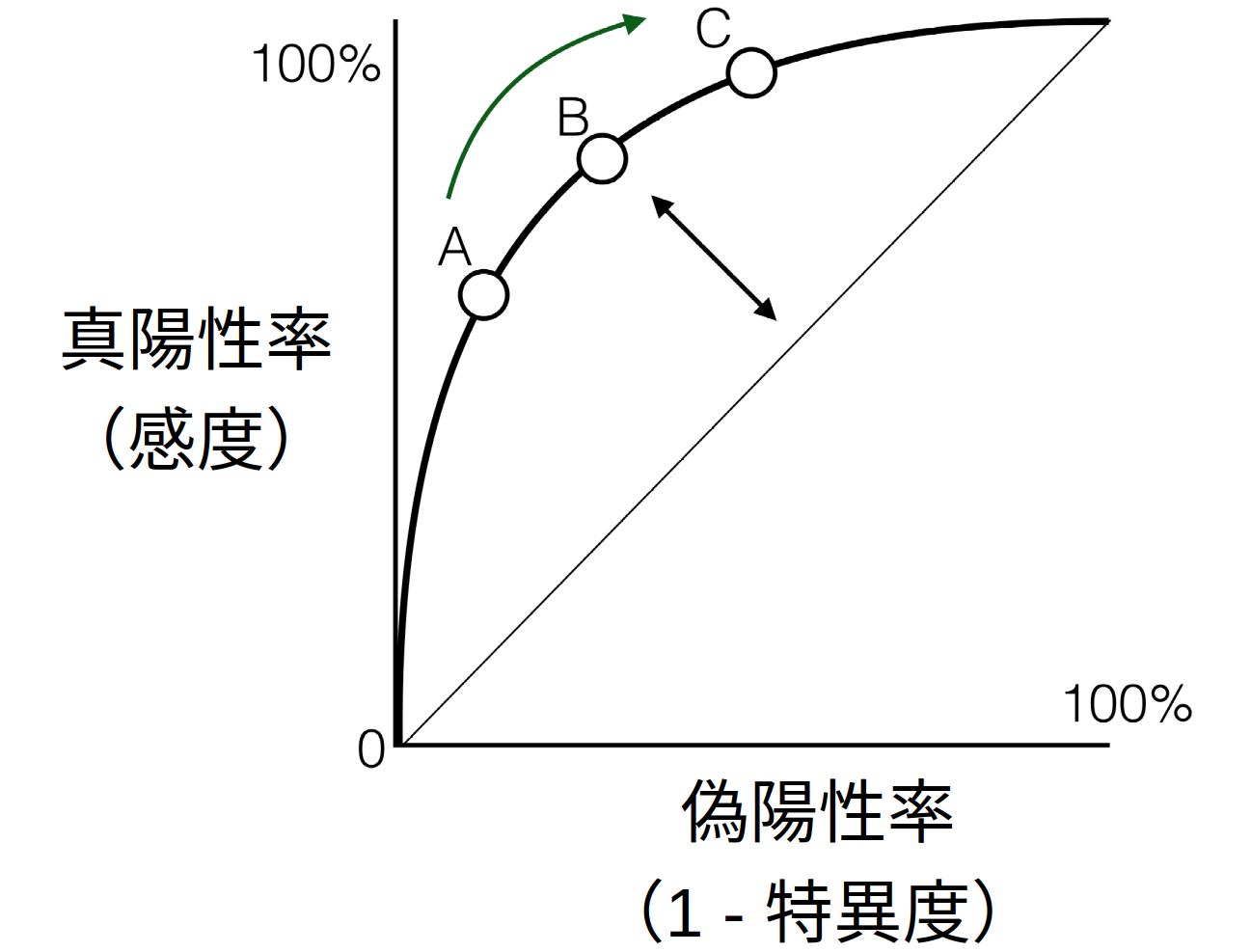
ROC曲線：ある閾値に対する感度と偽陽性率をプロット、最も効率のいいカットオフ値を求める。

診断閾値(（英）diagnositic threshold value）とは、特定の病態があると判断、ないし、強く疑う閾値である。
測定値が診断閾値（カットオフ値）と等しいか、より大きければ、陽性と判定する。
診断閾値（カットオフ値）は、健常者集団ではなく、臨床の場で当該病態患者を含む集団から得られた検討結果により設定される。
定量的検査では、ROC(受信者操作特性、Receiver Operating Characteristic)曲線により、最も効率のいい判断値（感度と特異度が同時にもっとも高くなる値）を求めることができる。ただし、病態によっては、あえて感度を優先する判断値を設定することがある（例えば、HIV抗体検査が偽陰性でHIV感染を見逃すリスクを考慮すれば、多少の偽陽性を許容しても、偽陰性が少なくなるような設定が必要である）。
診断閾値（カットオフ値）が用いられる検査の例としては、
ELISA法による特定の微生物や特異抗体の有無の判断、
腫瘍マーカーによる悪性腫瘍疑いの判断、などがあげられる。

### 治療閾値
治療閾値(（英）therapeutic threshold）とは治療的介入が必要となる閾値である。治療により検査値を一定範囲にコントロールする管理目標値、緊急に処置の必要な緊急異常値（パニック値）も治療閾値に含まれる。治療閾値は患者集団の臨床的検討から設定される。例をあげれば、BNP（脳性ナトリウム利尿ペプチド）の検査試薬添付文書に記載されている基準値は18.4 pg/mL以下であるが、100 pg/mL以上で治療対象となる心不全の可能性あり、200 pg/mL以上で治療対象となる心不全である可能性が高い、とされる。

#### 健診閾値、予防医学閾値
放置すれば何らかの疾患を発症するリスクが高くなる閾値を治療閾値から分けて、健診閾値、または、予防医学閾値と分類することもある。設定されている項目の代表的なものが血中脂質である。
例をあげると、LDLコレステロールの共用基準範囲は、65 mg/dLから163 mg/dLであるが、高LDLコレステロール血症と診断するためのカットオフ値は140 mg/dL以上であるため、検査結果報告書に表示される基準値上限には 140 mg/dLが採用されることも多い。外来診療や健診では検査結果を受診者に通知するのが通常であるが、検査結果値が上限と下限の間にあれば受診者は「正常」と受け取ることが多い。LDLコレステロール値が 140 から 163 mg/dLであれば、健常人の95%には含まれるが、高LDLコレステロール血症として生活習慣改善などの治療的介入の対象にはなるので、報告書の表示や説明に工夫が必要である。

## 基準値の類義語

### 正常値
かつては、基準値（基準範囲、臨床判断値）は正常値（せいじょうち、（英）normal value）または正常範囲（せいじょうはんい、（英）normal range）と呼ばれていたが、範囲から外れると正常でない（＝異常／病的）との誤解を招くため、近年は使用されなくなった。（基準範囲の場合、定義上、健常者集団の5%が必ず基準範囲外となるが、外れたことをもって異常とするのは不適切である。）

### 参考値
参考値は、基準値よりも規範性の少ない（外れることを問題視しない）ニュアンスの同義語として、よく使用されている。また、元データを得た集団の人数が少ない、出典が不明、など、基準値とする根拠が不十分と思われるときは、意識して「参考値」という表現が選択されることがある。

### 「基準範囲」
「基準範囲」を基準値の意味で使用する場合があるが、基準値には臨床判断値も含まれるため、不正確であり、避けるべきである。

## 基準値を適用する際の注意事項

### 検査方法・検査試薬による差
近年は臨床検査値の標準化が進んできているが、蛋白ホルモン、腫瘍マーカー、抗体、等においては、校正物質や基準測定操作法の設定が難しい項目が多く、検査方法・検査試薬ごとに基準値を設定しなければならない場合も多々ある。

### 基準範囲を算出した健常人集団に属さない個体
小児
小児の検査値は、年齢により成人と大きく異なることがしばしばある。検査室から提供される基準範囲は、通常、成人の健常者集団を対象に得られたものであり、そのまま小児に適用できないことがしばしばあり、入手可能な場合は小児の年齢別の基準範囲を参照する。例をあげれば、小児期のアルカリフォスファターゼは成人の3倍前後の高値となる。
高齢者
高齢者の検査値も非高齢成人で得られた基準範囲から外れる場合がある。例をあげれば、貧血の臨床判断値として血色素が、高齢者以外では男性13 g/dL以下、女性12 g/dL以下とされているが、65歳以上では男女とも11 g/dL以下を貧血と判断することが勧められている。
妊婦
妊娠中は多くの検査項目の値が変動する。例をあげれば、アルカリフォスファターゼや腫瘍マーカーのα-フェトプロテインは、妊娠中に大きな増加が見られる。

### 生理的変動・採血条件
基準範囲は、なるべく検査結果に影響する生理的条件等を一定にするようにして得た検査値を元に算出しているため、実際の患者データでは、体位、飲酒・喫煙、食事、運動、体内リズム、などによる生理的変動により基準範囲を外れる場合がありうる。例をあげれば、座位や立位では下肢に溜まった血液の水分や小分子量成分が血管外に漏出して、血球や大分子成分は濃縮されているが、臥位では水分が血管内に戻るので血球や大分子成分が希釈され、臥位では立位より1割程度低値となる。

### 個人の変動範囲と集団の変動範囲
健常者集団で見られる値範囲（個体間変動）より個人の取りうる値範囲（個体内変動）の方が狭い（個人差が大きい）検査項目が存在する。例としては、アルカリフォスファターゼがあげられる。このような項目については、たとえ基準範囲内であっても、同一個人で過去の数値群から大きな変動がみられた場合は、異常を疑う必要がある。
なお、個体内変動と技術変動から個人に異常な検査値の変動が生じたか判定するための指標として基準変化値（（英）reference change value）が提唱されている。基準変化値は、本項で記載している「集団の基準値」に対する「個人の基準値」に相当するものと考えることができるが、臨床で広く活用されるにはいたっていない。